# 你照亮我星球
《你照亮我星球》（英語：You Light Up My Star），2014年台灣偶像劇，氧氣電影有限公司製作。由鄭元暢、張鈞甯、孟耿如、邱昊奇主演。2013年12月中旬開拍，每集成本超過600萬台幣，總成本斥資超過2億台幣打造。在2013年12月28日開鏡，2014年8月20日全劇殺青。本劇以演藝圈黑暗面當主題，描述兩人從小咖苦熬至A咖的經歷。民視於2014年6月1日晚上10點首播，民視於2014年10月12日播出最終回，全劇共20集。八大綜合台於2014年6月6日晚上10點播出。接檔《真愛配方》。

## 播出時間

### 首播
| 頻道                | 所在地   | 播映日期                   | 播出時間                 |
| ------------------- | -------- | -------------------------- | ------------------------ |
| 民視無線台 民視HD台 | 臺灣     | 2014年6月1日               | 每週日 22:00-23:30       |
| WINHD戲劇台         | 臺灣     | 2014年6月1日               | 每週日 22:00-23:30       |
| 八大綜合台          | 臺灣     | 2014年6月6日 （至9月26日） | 每週五 22:00-23:35       |
| 八大綜合台          | 臺灣     | 2014年10月4日              | 每週六 16:00-17:35       |
| 龍華偶像台          | 臺灣     | 2014年6月7日               | 每週六 20:30-22:00       |
| Astro雙星           | 马来西亚 | 2014年9月26日              | 每週一至週五 22:30-23:30 |
| Astro AEC (SD & HD) | 马来西亚 | 2015年4月6日               | 每週一至週五 16:00-17:00 |
| 煲劇1台             | 香港     | 2014年11月27日             | 每週一至週五 14:00-14:45 |
| 星和都会台          | 新加坡   | 2015年1月14日              | 每週一至週四 22:00-23:00 |
| 高清翡翠台          | 香港     | 2015年11月18日             | 每週一至週五 07:00-08:00 |

### 重播
| 頻道                | 所在地   | 播映日期                    | 播出時間                              |
| ------------------- | -------- | --------------------------- | ------------------------------------- |
| 民視無線台 民視HD台 | 臺灣     | 2014年6月8日                | 每週日 12:30-14:00                    |
| 八大綜合台          | 臺灣     | 2014年6月7日 （至9月27日）  | 每週六 03:00-04:35                    |
| 八大綜合台          | 臺灣     | 2014年6月21日 （至7月26日） | 每週六 19:00-20:35                    |
| 八大綜合台          | 臺灣     | 2014年8月2日 （至8月23日）  | 每週六 20:00-21:35                    |
| Astro雙星           | 马来西亚 | 2014年9月29日               | 每週一至週五 21:30-22:30              |
| Astro雙星           | 马来西亚 | 2014年10月4日               | 每週六 13:30-17:30 （一星期完整重播） |
| 煲劇1台             | 香港     | 2014年11月27日              | 每週一至週五 18:00-18:45              |
| 煲劇1台             | 香港     | 2014年11月27日              | 每週一至週五 21:00-22:00              |
| 星和都会台          | 新加坡   | 2015年1月17日               | 每週六 09:00-13:00                    |
| 高清翡翠台          | 香港     | 2015年11月18日              | 每週一至週五 18:00-19:00              |
| 高清翡翠台          | 香港     | 2015年11月19日              | 每週二至週六 02:30-03:30              |
| Astro喜悦HD         | 马来西亚 | 2016年1月13日               | 每週一至週五 14:00-15:00              |
| Astro喜悦HD         | 马来西亚 | 2016年1月14日               | 每週二至週六 01:30-02:30              |

## 演員列表

### 主要演員
| 演員   | 角色            | 介紹 | 登場集數       | 粤语配音 |
| 鄭元暢 | 劉城偉 （Well） | 本名劉俊杰，29歲，章曼玲的男友，一個如同恆星一般的存在，會發光發熱，總是孤芳自傲，卻也寂寞而讓人難以親近，甚至時時刻刻都有光芒燃燒殆盡，死去成為黑洞的憂慮，但最終城偉才會發現，他之所以會發光發熱的原因並不只是為了自我的滿足，更是為了照亮總是為了自己而公轉著的行星們。和曼玲是娛樂圈公認的螢幕情侶，起初他們之間的合作都是與愉快的，甚至在私下也是一對真情侶。但隨著出道時間的流逝，城偉開始在娛樂圈這個大染缸中迷失自我，他開始有了很多懷疑──他懷疑自己的工作、懷疑自己是不是只是個花瓶？真的愛曼玲嗎？還是只是滿足所有人的期待？整天悶悶不樂活在自己的世界裡，走不出心中的黑洞... | 全劇           | 李凱傑   |
| 張鈞甯 | 章曼玲 （Ring） | 28歲，就像是圍繞著城偉這顆恆星公轉著的行星，劉城偉的女友，深愛著城偉，因理解而忍讓、因為了解而心疼著，直到一日曼玲終於發現城偉這顆恆星永遠只為了自己自轉時，曼玲開始脫離原有的公轉軌道，尋求著兩人之間的距離與關係上的改變... | 全劇           | 柚子蜜   |
| 孟耿如 | 袁怡芳          | 是一個衛星般的存在，但卻是一顆追著另一顆衛星跑著的小衛星，總是追隨著春生的軌道運行，彷彿受到了引力影響而不得離開，直到被恆星的光芒照耀，開闊了視野，才發現自己所處的宇宙是如此浩瀚。一個對生活非常有規劃的人，總是拿著記事本詳細記錄著自己的行程，是一個凡事有條理、喜歡理性多於感性、認為實力比臉蛋，內在比外在重要，但實際上卻是一個無比迷糊、容易被激、大大咧咧的樸實女生，怡芳有一個非常浪漫的夢想，就是希望有朝一日可以和心愛的人看極光，在夢想完成以前，為了能先過過乾癮，怡芳總是喜歡用GOOGLE地圖假想旅遊。喜歡用便條紙留言給春生。                                            | 3-20           | 何璐怡   |
| 孟耿如 | 陳韻茹          | 原本城偉以為是自己幻想世界中的人，當城偉孤獨寂寞時就會出現，安慰並且鼓勵城偉，是城偉唯一可以傾訴的對象。實際上是城偉的高中校花，也是城偉暗戀的對象，也喜歡城偉。 | 1-6,14-15      | 何璐怡   |
| 邱昊奇 | 吳春生          | 如同衛星一般的存在，本應該是渺小而不被注意的小衛星，卻因為自身牽引著行星的萬有引力，甚至反射著恆星的光芒，而讓他圍繞著的曼玲因為他而開始有所改變，雖然迷戀著曼玲，但卻也在這樣的公轉中，找尋到了自己運行的軌道和宇宙。春生從小就是一個一心想活在電影世界裡的人，從小春生的父親就愛酗酒、賭博、打架，春生的媽媽為了逃避春生的父親，於是經常帶著春生去電影院看電影，藉由虛幻卻能補償內心空虛的劇情，暫時忘卻現實中的紛紛擾擾。總是能想到各種方法去接近心中偶像曼玲，常以記者、保全、店員、送貨員、臨時演員等多重的角色接近曼玲，默默守護她、支持她。                                    | 1-3,5-11,13-20 | 張方正   |

### 其他演員
| 演員   | 角色   | 介紹 | 登場集數            | 粤语配音 |
| 游小白 | 游小白 | 劉城偉的助理，自稱白天王。嗓門大，常替城偉打抱不平 | 1-11,13-14,16-20    | 李安邦   |
| 任淇   | 月月   | 章曼玲的助理，為了幫助男友而出賣曼玲。 | 1-11,13-14,18       | 黃淑芬   |
| 梁正群 | 吳滔   | 「甜蜜系列」的導演。 | 1-10,13-15,20       | 麥皓豐   |
| 夏如芝 | 李聖芬 | 「甜蜜系列」製作人，吳滔妻子。 | 1-5,7,9-10,14-15,20 | 魏惠娥   |
| 李亦捷 | 意潔   | 『七月天』之一，城偉、曼玲的化妝師。家裡很有錢，是家裡老三，哥哥姊姊都很成功又男俊女美，父母生她是多餘的，爸爸甚至還懷疑她是媽媽跟別人生的。演戲本來是想讓父母關心自己，卻沒想到無法成功，意潔是去參加一堆歌唱比賽，一心想當專業演員的二十六歲女孩，由於貌不起眼，每個快到手的角色都會被其他更年輕美麗的女孩取代，得不到好角色展現自己的實力，等待一個機會，希望有天能得到觀眾的讚賞，但這個機會似乎遙遙無期，意潔心中焦急惶恐。 | 1-7,10-11,13-20     | 黃瑩瑩   |
| 元秋   | 瘦瘦姐 | 天下娛樂負責人，圍繞著曼玲和城偉運行著的宇宙軌道，是一個如同引力一樣，牽影著所有星球可以平和運行的重要樞紐，看似無形，但影響力卻是無際的。江湖氣息，外表兇惡，內心熱情，婆媽型的囉唆，有著說一不二的霸氣與豪爽性格，但實際上卻是愛照顧人的大姐大，同時也是一個愛女兒的好媽媽。和陳萬金之間更有著剪不斷裡還亂的情感糾葛，因為自己的強勢能幹導致終現挫折，兩人的女兒YuYu一心想往演藝圈去，但瘦瘦姊就算打斷YuYu的腳，也不准YuYu參與。藝人和助理或他們的情感問題，一直是瘦瘦姐最緊張的。而當她的藝人出事，她永遠是最難過最擔心的......她其實用一種極為保護與關心的方式在照顧藝人，雖然強是主觀又霸道，但卻是真心在護衛自己的藝人著想的好經紀人。 | 1-7,9-14,16-20      | 伍秀霞   |
| 金士傑 | 陳萬金 | 宇宙間飄移難定的隕石，總自認為只差一步，就能成為閃耀天際的流星。瘦姐的前夫、YuYu的爸爸，同時也是娛樂圈裡有名的萬年阿斗，雖然總是有著做大事業的野心和熱情，但總是時運不佳，加上好高騖遠的個性，讓陳萬金一直都一事無成，最終甚至導致和瘦瘦姐之間的感情失衡，失去了瘦瘦姐，也失去了自己的女兒YuYu。但即便總是一直在娛樂圈裡起起浮浮，陳萬金也始終沒有放棄自己的理想，憑著一張嘴把死的說成活的，常有突發奇想的點子，才收攏了春生B胖等人，成立了『七月天』團體，雖然加他只有6個人，但萬金總是神秘兮兮地說還有一個隱藏版的巨星，其實指的就是YuYu ，可見YuYu在萬金心中，一直就是一個最重要的位置 。                                                 | 2,5-7,10-11,19-20   | 黃子敬   |
| 林育羣 | B胖    | 『七月天』之一，春生的小跟班、哥兒們，因為曾經很胖的身材，所以人稱B胖，但後來下定決心減肥，才成了一個小帥哥，只是每一次只要壓力一來，B胖就會忍不住暴飲暴食，總是在減肥和吃東西之間游移著。會陪著春生一起做壞事，以春生為意見領袖，熱情開朗的二十四歲男性，對人慷慨大方，是個一言九鼎的血性男子。喜歡街舞、Hip-hop，但實際上跟春生一樣，都是肢體不協調的族群，所以每次跳舞，都是自樂自娛，和春生互相吹捧是他最開心的時候。一度因為挫折，而一蹶不振，但在翔雅的鼓勵下，而決定振作，也因此喜歡著漂亮的翔雅。 | 2,5-7,10-11,13-20   | 巫哲棋   |
| 謝翔雅 | 翔雅   | 『七月天』之一，宇宙間星雲一般的存在，美麗卻又有著難測的變化，但其實是一個空有外表，實際上空虛貧乏的存在。魔鬼身材，天使臉蛋，這樣的條件讓翔雅一直對於演藝圈非常嚮往，但卻因為錯誤的價值觀，讓翔雅經常受騙，汲汲營營於成名，但有時會搞錯方法，覺得攀上哪個影劇大哥、混入哪個綜藝家族，就可以因此得到露臉的機會成名，會去自己拍很多沙龍照，有和服類及性感照。後來為了生活，也為了精進所謂的演技，而開始當伴遊出租女郎，他可以為客人扮演各種角色，最後還是難以應付這個世界的險惡。 | 3,5-7,10-11,13-20   | 吳羨婷   |
| 黃立優 | 海無邊 | 『七月天』之一，本名旺財，因為名字俗氣，所以自己取了「海無邊」這個藝名。超級自戀兼自負狂，對怡芳一見鍾情，非常討厭春生，尤其是在最初劇組選手替時，春生用招得到了機會，這更讓海無邊對春生無法諒解，好勝心極強，後來成為陷害春生的罪魁禍首。是意潔偷偷暗戀的對象，可是海無邊只喜歡怡芳 。 | 5-7,10-11,13-20     | 陳灝瑋   |

### 客串演出
| 演員         | 角色            | 介紹 | 登場集數            | 粤语配音 |
| 福山雅治     | 福山雅治        | 日本巨星 | 1,6-7               | 潘文柏   |
| 北村豐晴     | 北村醫生        | 劉城偉的心理醫生。 | 1,6-9,15            | 林保全   |
| 何怡德       | 福山經紀人      | 福山經紀人 | 1                   | －       |
| 海裕芬       | 甜蜜星球編劇    | | 1                   | 林芷筠   |
| 游絲棋       | 造型師          | | 1                   | 林芷筠   |
| 郭少軒       | 郭少軒          | 曼玲為了金馬獎定裝的服裝老師。 | 1                   |          |
| 暉倪         | 暉倪            | 章曼玲好友，廣播主持，歌手 | 1,5,10-11           | 曾佩儀   |
| 孫羽希       | 孫羽希          | 章曼玲好友，歌手 | 1,5                 | 梁少霞   |
| 黃鈺文       | 主播            | 新聞主播 | 1,3                 | 凌晞     |
| 傅麗安       | AMY             | 髮型師 | 1-2,4-5,7-10        | 羅孔柔   |
| 子萱         | YuYu            | 瘦瘦姐及陳萬金的女兒，喜歡劉城偉。 | 2,8,10-13,19-20     | 凌晞     |
| 許常德       | 許常德          | 「甜蜜男子」海選評審。 | 2                   | 劉昭文   |
| KEVIN老師    | KEVIN老師       | 「甜蜜男子」海選評審。 | 2                   | 陳成港   |
| 阿MAY老師    | 阿MAY老師       | 「甜蜜男子」海選評審。 | 2                   | 馮錦堂   |
| 馬念先       |                 | 金蝦獎主持人。 | 2                   | 李鎮然   |
| 李幼鸚鵡鵪鶉 | 李幼鸚鵡鵪鶉    | 金蝦獎影評。 | 2                   | 蕭徽勇   |
| 劉容嘉       | 劉容嘉          | 金馬獎星光大道主持人。 | 2                   | 何晶晶   |
| 蔡昌憲       | 蔡昌憲          | 金馬獎星光大道主持人。 | 2                   | 胡家豪   |
| 王偉六       | 王偉六          | 金馬獎得獎者 | 2                   | 朱子聰   |
| 曾昱嘉       | 金馬獎FD        | | 2-3                 | 林筠翔   |
| 余昱緯       | 余昱緯          | 金馬獎最佳男主角得主 | 2-3                 | 張頌欣   |
| 蔡明修       | 蔡明修          | 金馬獎最佳男主角入圍者 | 2-3                 | －       |
| 李程彬       | 李程彬          | 金馬獎最佳男主角入圍者 | 2-3                 | －       |
| 雲中         | 雲中            | 金馬獎最佳男主角入圍者 | 2-3                 | －       |
| 譚慶普       | 譚慶普          | 金馬獎最佳男主角入圍者 | 2-3                 | 黃子敬   |
| 唐川         | 漢              | 金馬獎終生成就獎得主 | 2-3,5,8             | 盧國權   |
| 曾寶儀       | 曾寶儀          | 金馬獎主持 | 3                   | 曾佩儀   |
| 古人傑       | 丁禹彬助理      | 丁禹彬助理 | 3-5,7-8             |          |
| 藤岡麻美     | 丁禹彬經紀      | 丁禹彬經紀人 | 3,5,7-8             | 梁少霞   |
| 王陽明       | 丁禹彬          | 從日本發展回來的當紅演員，是【甜蜜星球】在城偉暫時罷拍時新加入的男二號。七年前與曼玲合作拍劇【街角小公主】。每拍一部戲就愛上一個女主角，表演方式偏執過激、近乎瘋狂，完全不理對方演員感受，想強吻就強吻，想打就打，讓曼玲十分害怕。與艾晴在日本合作拍戲而展開地下戀，艾晴還懷了他的孩子。 | 3-8,20              | 梁偉德   |
| 應采靈       | 歐陽常玉        | 章曼玲母親，旅居日本的傳奇女星，一心盼望曼玲能夠找到有錢的對象。是替甜蜜劇組與丁禹彬達成合作的牽線人。 | 3,5,8-9,14-15,18,20 | 許盈     |
| 陳意涵       | 甜蜜之春 前女友 | 在「甜蜜之春」中飾演柏翔（劉城偉 飾）的前女友，柏翔（劉城偉 飾）與欣虹（章曼玲 飾）的介紹人。 | 4                   | 劉惠雲   |
| 小可         | 甜蜜之春-老公   | 【甜蜜之春】裡飾演正在吵架起爭執的夫妻。 | 4                   | 朱子聰   |
| 蔡湘宜       | 甜蜜之春-老婆   | 【甜蜜之春】裡飾演正在吵架起爭執的夫妻，最後失足墜樓壓死了柏翔（劉城偉 飾）的前女友。 | 4                   | 陸惠玲   |
| 應蔚民       | 大衛            | 曼玲七年前的經紀人。 | 4                   | 張錦江   |
| 林孝謙       | 街頭小公主導演  | 由丁禹彬與章曼玲主演的戲劇『街頭小公主』的導演 | 4                   | 巫哲棋   |
| 蔡佳玲       | 舞蹈老師        | 七年前城偉與曼玲的舞蹈老師 | 4                   | 朱妙蘭   |
| 曾沛慈       | 艾晴            | 與丁禹彬因為合拍電影進而發展地下情，並懷有他的孩子。 | 5,7,8,20            | 成瑤孆   |
| 張雅琴       | 張雅琴          | 歐陽常玉與章曼玲上的專訪節目主持人。 | 5                   | 沈小蘭   |
| 蔡旻霓       | 道場老師        | 艾晴讓丁禹彬上課的道場老師，目的為治好丁禹彬每演一部戲就愛上女主角的毛病。 | 5                   | 黃昕瑜   |
| TK           | 水底攝影師      | 劉城偉與章曼玲合拍廣告的攝影師。 | 5                   | 鄧港文   |
| 林育琦       |                 | 丁禹彬合作女主角。 | 5                   | 沈小蘭   |
| 唐可玄       |                 | 丁禹彬合作女主角。 | 5                   | 張頌欣   |
| 司徒穎霜     |                 | 丁禹彬合作女主角。 | 5                   | 黃淑芬   |
| 陶晶瑩       |                 | 金牌主持人 | 6                   | 林元春   |
| 陳文彬       | 蕭圖            | 金牛製作老闆，無良製作人，怡芳的老闆 | 7,10-11,13,16-18,20 | 招世亮   |
| 黃志瑋       | 陳一飛          | 劇場小導演，晨星小劇場、「皮諾丘在我家」的總監。 | 7,19-20             | 劉奕希   |
| 喜翔         | 春生爸          | 吳春生父親，以為春生跟曼玲在交往，十分贊成。 | 7,11,13             | 馮志輝   |
| 陸弈靜       | 春生媽          | 吳春生母親，以為春生跟曼玲在交往，十分反對。 | 7,11,13             | 林丹鳳   |
| 吳定謙       | 黃文博          | Paul／皮皮，小時候與曼玲一起演過戲，亞洲家電企業龍頭的負責人，欲邀請曼玲與歐陽常玉代言明年度的產品。曼玲的相親對象。 | 9,19                | 關令翹   |
| 拿鐵         | 小寶            | 春生的好友，喜歡曼玲，因為心臟病而過世，是曼玲的死忠粉絲，春生為了小寶而開始守護曼玲。 | 9                   | 鄧港文   |
| 吳廷宏       | 鱷魚園老闆      | 怡芳欲借節目要用的鱷魚，而找上的鱷魚園老闆。 | 10                  | 林國雄   |
| 謝宇威       | 陳製作          | 看上翔雅，要求陳萬金將合約賣給他，是AV寫真公司老闆。 | 10-11,19            | 張錦江   |
| 曾威豪       | 大叢            | 綜藝製作人 | 10,20               | 陳卓智   |
| 小蝦         | 綜藝節目主持人  | 綜藝名主持 | 10-11               | 關令翹   |
| 陳斯亞       | 節目女來賓      | 參加綜藝節目的藝人 | 10-11               | 何晶晶   |
| 林艾姍       | 節目女來賓      | 參加綜藝節目的藝人 | 10-11               | 凌晞     |
| 溫昇豪       | KEN導           | 曼玲在香港拍片的導演，喜歡曼玲，跟曼玲求婚遭拒。 | 11-13,18            | 李鎮然   |
| 乾德門       | 楊爸            | 原是電視台的工作人員，退休後開了一家麵店，城偉與曼玲經常都會光臨。 | 11,16               | 黃子敬   |
| 鄧志鴻       | 怡芳爸          | 市井發明家 | 12                  | 朱子聰   |
| 阿Land       | 阿比            | 怡芳爸的員工 | 12                  | 李震權   |
| Josh         | 阿弟            | 怡芳爸的員工 | 12                  | 胡家豪   |
| 麥若愚       | 資深記者        | 對城偉、曼玲與春生的三角關係很有興趣的記者。 | 14                  | 張錦江   |
| 楊琪         | 城偉母          | 在城偉爸爸去世後與城偉相依為命，喜歡歌仔戲，在城偉拍攝甜蜜仲夏時因癌症住院，最後在甜蜜仲夏播出前幾天而宣告不治。 | 14                  | 沈小蘭   |
| 李宗霖       | 劉俊            | 高中時期的劉城偉，喜歡陳韻茹。 | 14-15               | 李凱傑   |
| MC40         | 沈柏予          | 陳韻茹的丈夫，也是將韻茹從隕石坑救出的人。從妻子的日記中發現在高中時期與城偉的關係，欲通知城偉參加妻子的葬禮。 | 14-15               | 張裕東   |
| 張永正       | 張總監          | 郝美廣告公司總監，上門邀請春生頂替城偉的角色，與曼玲合拍廣告。 | 14,16               | 譚炳文   |
| 麥基         | 廣告商          | 郝美廣告公司員工。 | 14,16               | 周倚天   |
| Patrick      | 刻薄鬼          | 春生跟怡芳在路上遇到的路人，講話刻薄。 | 15                  | 李震權   |
| 林志儒       | 魚鱗哥          | 好安心廣告製作人 | 15-16,20            | 蕭徽勇   |
| 趙詠華       | 心理諮商師      | 城偉的心理諮商師 | 16                  | 謝潔貞   |
| 湯志偉       | 高鵬            | 城偉參加電影「武林盟主」試鏡的知名導演，得過柏林影展最佳導演獎。 | 16,19-20            | 張錦江   |
| 梁赫群       | 江文卿          | 城偉參加電影「武林盟主」試鏡的面試官。 | 16,19-20            | 陳欣     |
| 黃靖倫       | 黃靖倫          | 城偉與曼玲最後一次合作的實境節目主持人 | 16-17               | 李致林   |
| 陳風         | 陳風            | 電視台記者 | 17,20               |          |
| 瞿友寧       | 娘砲醫生        | 蕭圖替曼玲請來的醫生。 | 18                  | 張炳強   |
| 唐從聖       |                 | 曼玲在香港餐廳時因停電時而碰撞到的客人。 | 18                  | －       |
| 梁修身       | 文哥（蔣文）    | 設計劉城偉參與實境秀的演出，一心想扳倒劉城偉，意潔父親 | 18-20               | 張炳強   |
| 羅北安       | 北安導演        | 晨星小劇場、舞台劇「皮諾丘在我家」導演 | 19-20               | 葉振聲   |
| 管管         | 馬汀            | 北安導演的老師 | 19-20               | 朱子聰   |
| 吳岱豪       | 討債流氓        | | 19                  | 梁偉德   |
| 陸明君       | 彭紫晨          | 舞台劇「皮諾丘在我家」的女主角。 | 20                  | 陳琴雲   |
| 錢俞安       | 小安            | 參加小木偶甄選的人員之一。 | 20                  | 陳卓智   |

## 電視劇歌曲
| 曲別   | 歌名              | 演唱者        | 作詞           | 作曲             | 編曲            |
| 片頭曲 | 彩虹黑洞          | MP魔幻力量    | MP魔幻力量廷廷 | MP魔幻力量廷廷   |                 |
| 片尾曲 | 破曉              | 福山雅治      | 潘協慶         | 福山雅治         | 福山雅治&井上鑑 |
| 插曲   | 雨後風            | 林育羣        | 李煊樂         | 李煊樂           | 陳依婷          |
| 插曲   | 扮演者            | 孟耿如        | 伍家輝         | 伍家輝           |                 |
| 插曲   | 不麻煩你          | 孟耿如        | 伍家輝         | 伍家輝           |                 |
| 插曲   | 羽毛              | 家家          | 潘協慶         | 潘協慶           | 高林煒          |
| 插曲   | You Light My Life | 家家          | Joe Brooks     | Joe Brooks       |                 |
| 插曲   | 最後一首情歌      | 嚴爵          | 嚴爵&黃婷      | 嚴爵             |                 |
| 插曲   | 愛情引力          | 鄭元暢&張鈞甯 | 潘協慶&瞿友寧  | Young Hoom LYNNE |                 |
| 插曲   | 璀璨之心          | 邱昊奇&黃立優 | 吳易緯         | 小王子           |                 |
| 插曲   | 算不算在一起      | 謝翔雅        | 陳韋伶         | 陳韋伶           |                 |
| 插曲   | 謎語              | 謝翔雅        | 羅憶詩         | 吳以健&羅憶詩    |                 |
| 插曲   | 不愛              | 丁噹          | 蕭恆嘉&陳沒    | 蕭恆嘉           |                 |

## 劇中劇
由劉城偉與章曼玲擔任男女主角聯合主演的作品一共六部
| 劇名     | 主演                   | 介紹 | 發行         |
| 甜蜜之春 | 劉城偉、章曼玲、陳意涵 | 柏翔（劉城偉飾）與欣虹（章曼玲飾）兩人原本互不相識，因為前女友（陳意涵飾）遭逢意外，而認識了欣虹，然而在兩人陷入熱戀的同時，卻也傳出，欣虹得了血癌，難道老天總是要和他們開玩笑嗎？ | 2006年電視劇 |
| 甜蜜仲夏 | 劉城偉、章曼玲         | 公元827年，在逐漸衰退的唐朝長安。一個才氣縱橫、可謂風流才子的少年–杜十三（劉城偉 飾）某夜，酒醉的十三誤闖皇家陵寢，卻意外穿越到21世紀的故宮，並且遇到了三流科幻小說作家–郝晴光（章曼玲 飾）。原本到處留情的十三，這次卻踢到了鐵板，他們彼此遇上了相隔千年的真愛 ，但時空的差距是否註定了兩人分手的命運，難道老天總是要和他們開玩笑嗎？ 附註：拍攝期間劉城偉母親因病去世 | 2008年電視劇 |
| 甜蜜秋天 | 劉城偉、章曼玲         | 早年的台灣。在大時代的洪流下掙扎而努力向上的勵志愛情故事...霆威（劉城偉 飾）為大戶人家政治世家的子弟，但因為父親參與了情報工作，代父入獄，卻也意外發現了父親天大的祕密。原來父親長久以來，收養著仇人的女兒紫薇（章曼玲 飾），好巧不巧，霆威和紫薇又是人人稱羨的班對，就在霆威入獄之後，紫薇決定查明真相，幫霆威洗刷冤屈，無奈越查下去，越是發現真相讓人難以接受。在霆威入獄期間，紫薇因為養父的壓力而與他介紹的醫生訂婚，在紫薇成婚前一夜，她執意來到獄中見她的愛人一面......難道老天總是要和他們開玩笑嗎？                                                                                   | 2010年電視劇 |
| 甜蜜戰爭 | 劉城偉、章曼玲         | 邵子軒（劉城偉 飾）和喬喬（章曼玲 飾）是一對正要步入禮堂的戀人，卻在結婚當天被抓走，兩人分別被丟到一個陌生的地方，被逼迫著去執行一個不可能的任務，最後兩人才發現，任務竟都是要他們殺了彼此，天啊！難道老天總是要和他們開玩笑嗎？ | 2011年電影   |
| 甜蜜漫舞 | 劉城偉、章曼玲         | 我想跳舞，身體在目光織成的錦緞中穿梭，雙臂奮力地划著誤解的流言，腳下狠踩著舞客的虛偽。我要衝出去，別想把我淹死在嘲諷和詆毀的唾液中。我一定要讓自己飛起來，即使粉身碎骨也在所不惜。1931年的冬天，燈紅酒綠的風華上海，留學歸國的特務李易（劉城偉 飾），在百樂門舞廳開幕舞會上，原本要執行一個暗殺任務，卻遇到了紅牌舞女張曉帆（章曼玲 飾），在那個紛亂的年代中，他們依然隨時隨地都可以跳舞，然而最後他們竟然發現，彼此都只是對方用來收集情報的棋子，他們不禁向天吶喊，難道老天總是要和他們開玩笑嗎？                                                                                            | 2013年電影   |
| 甜蜜星球 | 劉城偉、章曼玲、丁禹彬 | 筱晴（章曼玲 飾）是一名天文科學館的導覽解說員，在馬雅預言所稱世界末日後的第二天，天文館開始出現了一名孤單的男子–陳毅（劉城偉 飾），每日都出現在館內參觀，從開始到結束、風雨無阻 ，兩人的迥異，讓彼此充滿了好奇，筱晴也被他的神秘風采所吸引。就在兩人互相告白的那一晚，突然出現了一群黑衣人追殺陳毅，讓兩人陷入逃亡的生活，陳毅才坦承自己是來自外星的生命體，今天就是他要被抓回去自己星球的日子。為了愛，陳毅逃掉了，他不想回到自己的星球，然而宇宙警察派出了宇宙殺手森(丁禹彬 飾)來捉拿陳毅回去，然而，所有人根本料想不到，森，居然是筱晴失億前的初戀男友......難道老天總是要和他們開玩笑嗎？ | 2014年電影   |

## 製作團隊
- 出品人：郭台強、許念台、市毛琉美子、王世雄、盧榮輝、瞿友寧
- 聯合出品人：楊鴻志、郝孝祖、田尻燕玲、范健祐、鄧儒宗、黃麗玉
- 監製：郝孝祖、陳怡婷、張嘉玲
- 製作人：黃麗玉
- 導演：瞿友寧
- 第二組導演：姜瑞智
- 協力導演：陳慧翎、張晉榮
- 協助拍攝：桃園縣協拍中心
- 動作導演：楊志龍
- 劇本統籌：瞿友寧、林純華
- 美術指導：霍達華
- 編劇群：張瑋庭、林欣慧、簡奇峰、王慧芬、沈蓉、陳凱筑、楊碧鳳
- 總製片：鍾佳瑩
- 前期統籌：李青蓉
- 戲劇統籌：楊婷琪
- 行政統籌：施雅純
- 宣傳統籌：吳宜倩
- 行銷製片：林玉婷
- 音樂總監：潘協慶
- 後製導演：許瑋
- 後期統籌：澄意影像有限公司
- 製作公司：氧氣電影有限公司
- 聯合製作：氧氣電影有限公司、大川大立數位影音股份有限公司、民間全民電視股份有限公司、雅慕斯娛樂股份有限公司、好好看國際影意有限公司、凱擘影藝股份有限公司
- 聯合置入行銷：東村文創

## 拍攝地點
該片於台中市多處拍攝，包括：國立自然科學博物館、自然科學教育園區管理中心、921地震教育園區、臺中大遠百、天馬牧場、同發回收場、常春藤高中、后豐鐵馬道、台中文化創意產業園區、親家T3市政國際中心、中山堂等等。臺中市政府也給予該片150萬元輔導金及拍攝支援。

## 收視率

### 民視
| 日期           | 集數       | 標題                       | 收視率 | 收視排名 | 備註               |
| -------------- | ---------- | -------------------------- | ------ | -------- | ------------------ |
| 2014年6月1日   | 01         | 你相信有外星人嗎？         | 0.89   | 3        | 每週日晚上10點首播 |
| 2014年6月8日   | 02         | 太陽，也是會有日全蝕的時候 | 0.66   | 3        |                    |
| 2014年6月15日  | 03         | 迷失軌道的行星......       | 0.55   | 3        |                    |
| 2014年6月22日  | 04         | 每個星都有顆心守護著...    | 0.56   | 3        |                    |
| 2014年6月29日  | 05         | 你心中有個黑洞嗎？         | 0.49   | 4        |                    |
| 2014年7月6日   | 06         | 我相信你一定深愛著太陽     | 0.48   | 4        |                    |
| 2014年7月13日  | 07         | 讓太陽快樂的方法           | 0.40   | 3        |                    |
| 2014年7月20日  | 08         | 太陽軌道被改變             | 0.41   | 3        |                    |
| 2014年7月27日  | 09         | 你可以做我的衛星嗎         | 0.45   | 3        |                    |
| 2014年8月3日   | 10         | 意外撞擊的小隕石           | 0.40   | 3        |                    |
| 2014年8月10日  | 11         | 愛情是稍縱即逝的彗星       | 0.39   | 3        |                    |
| 2014年8月17日  | 12         | 一顆星的旅行               | 0.48   | 3        |                    |
| 2014年8月24日  | 13         | 我們會在宇宙哪個時空相遇   | 0.51   | 3        |                    |
| 2014年8月31日  | 14         | 原來你來自那顆星           | 0.45   | 3        |                    |
| 2014年9月7日   | 15         | 期待再次閃亮的太陽         | 0.44   | 2        |                    |
| 2014年9月14日  | 16         | 勇闖夜晚的太陽             | 0.39   | 3        |                    |
| 2014年9月21日  | 17         | 虛擬的銀河人生             | 0.47   | 3        |                    |
| 2014年9月28日  | 18         | 天上摔落的星星             | 0.40   | 3        |                    |
| 2014年10月5日  | 19         | 是誰照亮你星球             | 0.35   | 3        |                    |
| 2014年10月12日 | 20         | 明天太陽依舊燦爛           | 0.37   | 3        | 最終回             |
| 平均收視率     | 平均收視率 |                            | 0.48   |          |                    |

- 同時段偶像劇：台視《愛上兩個我》/《再說一次我願意》、中視《主君的太陽》/《勇敢說出我愛你》/《謊言遊戲》、華視《A咖的路》/《後宮甄嬛傳》
- 由AGB尼爾森調查，調查範圍是四歲以上收看電視之觀眾。

## 星球新聞
【2014年】
- 懷孕女星強吻王陽明　張鈞甯嚇呆傻笑 （页面存档备份，存于）2014.06.28
- 曾沛慈對戲高富帥男星　四肢緊纏黏TT！ （页面存档备份，存于）2014.06.28
- 曾沛慈演王陽明女友：他帥到不真實 （页面存档备份，存于）2014.06.27
- 王陽明電眼太帥　電不到傻妹曾沛慈 （页面存档备份，存于）2014.06.27
- 曾沛慈強抱王陽明 帶球加入星球 （页面存档备份，存于）2014.06.27
- 爆3罪狀拖累《星球》　鄭元暢17字撫平張鈞甯委屈 （页面存档备份，存于）2014.06.22
- 鄭元暢出道無人理：與陸明君在陽台閒看記者包圍SHE （页面存档备份，存于）2014.06.19
- 「小吳尊」邱昊奇迪士尼拍戲被搭訕 （页面存档备份，存于）2014.06.19
- 客串求婚戲 溫昇豪拍完跑醫務室2014.06.19
- 溫昇豪無視正宮苦等 香港求婚張鈞甯 （页面存档备份，存于）2014.06.19
- 鄭元暢闖香港迪士尼 風頭被胡迪完爆 （页面存档备份，存于）2014.06.18
- 鄭元暢迪士尼取景 張鈞甯樂貼胡迪2014.06.18
- 陳意涵新作搭鄭元暢？　原來是「劇中劇」2014.06.16
- 鄭元暢為《星球》落水 裹金色錫箔搞時尚 （页面存档备份，存于）2014.06.15
- 李亦捷醜變來自《星球》的恐龍妹 （页面存档备份，存于）2014.06.12
- 鄭元暢 怎樣穿都型 （页面存档备份，存于）2014.06.11
- 張鈞甯自信更迷人 鄭元暢成熟更貼心 （页面存档备份，存于）2014.06.09
- ET劇迷／《你照亮我星球》演藝圈黑暗面沈重？誠懇細膩 （页面存档备份，存于）2014.06.07
- 直擊／福山雅治抵台帥炸了！　71歲老奶奶帶孫女瘋追星 （页面存档备份，存于）2014.06.05
- 福山雅治今駕到《星球》被誤認服務生 （页面存档备份，存于）2014.06.05
- 鄭元暢多高30cm 元秋《星球》對戲喊苦 （页面存档备份，存于）2014.06.05
- 張鈞甯女神降臨 讚Max Mara設計簡約俐落 （页面存档备份，存于）2014.06.05
- 鄭元暢露肉收視開紅盤 6塊肌被叫「勵志哥」2014.06.04
- 鄭元暢《星球》慶功 不忘籲關注憂鬱症 （页面存档备份，存于）2014.06.04
- 藝人身不由己　鄭元暢解憂有撇步 （页面存档备份，存于）2014.06.04
- 自曝被親戚說不孝 鄭元暢滿腹委屈 （页面存档备份，存于）2014.06.04
- 鄭元暢《星球》被聊1億次 還憂鬱個啥 （页面存档备份，存于）2014.06.04
- 鄭元暢談憂鬱症　坦承自己也有陰暗面2014.06.04
- 鄭元暢送粽劇組 只看不吃顧身材 （页面存档备份，存于）2014.06.03
- 小綜《星球》太入戲忘掉鄭元暢[永久]2014.06.03
- 鄭元暢和張鈞甯《你照亮我星球》新人孫羽希亮相受矚目 （页面存档备份，存于）2014.06.03
- 瞿友寧剷鄭台中腔 塑他Man味 （页面存档备份，存于）2014.06.03
- 「照亮星球」一集6部戲中戲 揭演藝圈黑暗 （页面存档备份，存于）2014.06.03
- 《你照亮我星球》首播 瞿導大吃霜淇淋 （页面存档备份，存于）2014.06.03
- 鄭元暢口爆瞿友寧　眾人大喊有夠A （页面存档备份，存于）2014.06.03
- 端午星光幫 鄭元暢 送好料謝恩 （页面存档备份，存于）2014.06.03
- 兩岸男神／鄭元暢世紀同台金宇彬　抿嘴笑容飆暖男魅力 （页面存档备份，存于）2014.06.02
- 鄭元暢人肉畫布扮小丑 玩殘俊臉有夠陰 （页面存档备份，存于）2014.06.02

- 常春藤高中很歐洲 偶像劇來拍片 （页面存档备份，存于）2014.05.31
- 小胖把關受刺激 圓夢瞄準個唱 － 不甘只當翻唱歌手 魔王硬起來累積代表作 （页面存档备份，存于）2014.05.30
- 「星球」又吻又裸 鄭元暢脫到露股溝 （页面存档备份，存于）2014.05.29
- 小綜操猛肌燃慾 直搗張鈞甯雙峰 （页面存档备份，存于）2014.05.29
- 鄭元暢「起不來」染黃 《你照亮》硬上張鈞甯 （页面存档备份，存于）2014.05.29
- 鄭元暢受令 賣力「進攻鈞甯胸部」[永久]2014.05.29
- 福山雅治客串《你照亮我星球》　首度唱中文歌《破曉》 （页面存档备份，存于）2014.05.29
- 福山雅治挺台開唱　美女主播舉牌應援 （页面存档备份，存于）2014.05.29
- 福山雅治被瞿導打動 首唱中文歌 （页面存档备份，存于）2014.05.29
- 鄭元暢新戲全裸 “強暴”張鈞甯直呼過癮2014.05.28
- 為《照亮星球》小綜狂操肌肉 （页面存档备份，存于）2014.05.28
- 《你照亮我星球》鄭元暢洩春光！全裸遊走信義區5小時 （页面存档备份，存于）2014.05.28
- 鄭元暢街頭裸身 餓出肌肉線條 （页面存档备份，存于）2014.05.28
- 鄭元暢拚收視 砸百萬練飢曬肉[永久]2014.05.28
- 鄭元暢鬧區遛鳥 積極健身秀肌凸 （页面存档备份，存于）2014.05.28
- 鄭元暢挑戰從影最大尺度 新戲幾近全裸上陣 （页面存档备份，存于）2014.05.27
- 張鈞甯微博轟前經紀人陷害　錯失合作成龍機會 （页面存档备份，存于）2014.05.25
- 曾寶儀客串偶像劇 巧碰黃子佼女友 （页面存档备份，存于）2014.05.21
- 張鈞甯工作綁架肉體 放空倒貼野男人 （页面存档备份，存于）2014.05.21
- 小綜誇張鈞甯像天鵝 外表優雅私下拚命 （页面存档备份，存于）2014.05.13
- 鄭元暢新戲 得了「金瞎獎」 （页面存档备份，存于）2014.05.13

- 孟耿如搭師弟 演繹Bensimon休閒Young （页面存档备份，存于）2014.04.27
- 王陽明害2女爭寵出手 夾心餅乾惦惦爽 （页面存档备份，存于）2014.04.26
- 7年了！鄭元暢再搭瞿友寧打造《星球》 找福山雅治幫腔 （页面存档备份，存于）2014.04.25
- 福山雅治首唱台劇主題曲 磨中文猛射催淚彈 （页面存档备份，存于）2014.04.25
- 王陽明「星球」演外星人 和金秀賢比帥 （页面存档备份，存于）2014.04.09
- 演繹LV早春裝 享受當時尚咖 鄭元暢 驚奇張鈞甯變瘋狂 （页面存档备份，存于）2014.04.05

- 鄭元暢 嫩臉人人踩 假戲真痛好慘阿 （页面存档备份，存于）2014.03.30
- 孟耿如背鉛球墜海「險滅頂」　悚談鄭元暢嘴角滲血 （页面存档备份，存于）2014.03.28
- 他是誰？小胖林育羣化妝3hr面目全非 遭製片大罵心驚驚 （页面存档备份，存于）2014.03.25
- 頂樓停機坪取景 鄭元暢護張鈞甯 （页面存档备份，存于）2014.03.15
- 王陽明練武搞激情　張鈞甯被虐求饒2014.03.15
- 張鈞甯鄭元暢 上演最遙遠距離 （页面存档备份，存于）2014.03.13
- 張鈞甯 奪初吻弄哭嫩郎 快送紅包壓驚 （页面存档备份，存于）2014.03.09
- 鄭元暢凍吻張鈞甯 嘆最難動作戲[永久]2014.03.07
- 鄭元暢張鈞甯 雪地打野戰 （页面存档备份，存于）2014.03.07
- 鄭元暢-5°C撲倒張鈞甯 貼凍唇滾人肉雪球 （页面存档备份，存于）2014.03.07

- 福山雅治 挺《你照亮我星球》 無酬捐軀台劇 （页面存档备份，存于）2014.02.26
- 福山大使超敬業 自創美食小抄 （页面存档备份，存于）2014.02.26
- 鄭元暢踩石榴裙 謀娶張鈞甯 （页面存档备份，存于）2014.02.21
- 張鈞甯凍奶勾小綜 照亮《星球》拚韓劇2014.02.21
- 氣質女神張鈞甯露胸閃星光　鄭元暢一腳踩：把妳娶回家 （页面存档备份，存于）2014.02.21
- 【短片】鄭元暢張鈞甯上毯　《星球》重現金馬50 （页面存档备份，存于）2014.02.20
- 鄭元暢、張鈞甯 金童玉女走紅毯 （页面存档备份，存于）2014.02.20
- 鄭元暢搶走孟耿如 黃子佼情人節落單 （页面存档备份，存于）2014.02.13
- 鄭元暢自認不浪漫 送女友3C不送花[永久]2014.02.13
- 鄭元暢 秀PANDORA 超想掏人魚線 （页面存档备份，存于）2014.02.13
- 「整牙就是整形的一種」　鄭元暢被指變臉超爽的～ （页面存档备份，存于）2014.02.13
- 張鈞甯不愛滾床愛打人[永久]2014.02.08
- 鄭元暢一吐暴肥氣 瘦15公斤東區裸肌 （页面存档备份，存于）2014.02.03

- 孟耿如 青春肉體內含老靈魂 （页面存档备份，存于）2014.01.26
- 鄭元暢蛋蛋不憂傷 張鈞甯胸貼攬牢牢2014.01.23
- 張鈞甯黏鄭元暢跳探戈 練不出1朵花 （页面存档备份，存于）2014.01.22
- 張鈞甯奪愛 陳意涵客串躺著賺2014.01.16
- 陳意涵義氣挺張鈞甯！客串《你照亮我星球》演一具屍體 （页面存档备份，存于）2014.01.16
- 陳意涵客串《星球》 想吻張鈞甯 （页面存档备份，存于）2014.01.15
- 鄭元暢爛透了 做夢挨罵哭醒2014.01.09
- 鄭元暢拍《星球》壓力大 做夢被導演打罵 （页面存档备份，存于）2014.01.07

【2013年】
- 鄭元暢吞燕麥 瘦15公斤猴塞雷 （页面存档备份，存于）2013.12.27
- 鄭元暢甩陰柔 變臉認不出 全裸秀猛肌諜對張鈞甯 挑戰台版史密斯任務2013.12.27
- 尺度挑戰NCC！瞿友寧剝光鄭元暢　65歲元秋遭霸王硬上弓 （页面存档备份，存于）2013.12.27
- 拍瞿友寧新作 鄭元暢掛精神科 （页面存档备份，存于）2013.12.27
- 【短片】鄭元暢退伍首發　勾張鈞甯上《星球》 （页面存档备份，存于）2013.12.26
- 《你照亮我星球》瞿友寧： 想脫光鄭元暢2013.12.26
- 福山軋一角 照亮民視星球 － 張鈞甯鄭元暢主演 揭露演藝圈黑暗面 （页面存档备份，存于）2013.12.19

## 場景
- 西門徒步區
- 坪林區雪山隧道
- 林口區林口火力發電廠

板橋區
- 停機坪、市府大樓
- 板橋435藝文特區-枋橋大劇院

## 外部連結
- 官方網站（页面存档备份，存于）－民視
- 官方網站－八大
- 官方網站 （页面存档备份，存于）－香港無綫電視
- 影集專頁 （页面存档备份，存于）－myVideo 你照亮我星球專頁
- 你照亮我星球的Facebook專頁
- 你照亮我星球的新浪微博
- YouTube上的你照亮我星球 30分鐘精彩搶先看
- YouTube上的你照亮我星球 全球首映30分鐘片花
- 时光网上《你照亮我星球》的資料（简体中文）
- 豆瓣电影上《你照亮我星球》的資料 （简体中文）
- 互联网电影数据库（IMDb）上《你照亮我星球》的资料（英文）

## 作品的變遷
| 臺灣 民視無線台、民視HD台 每週日 22:00 - 23:30 | 臺灣 民視無線台、民視HD台 每週日 22:00 - 23:30 | 臺灣 民視無線台、民視HD台 每週日 22:00 - 23:30 |
| ---------------------------------------------- | ---------------------------------------------- | ---------------------------------------------- |
|                                                | 你照亮我星球 （2014年6月1日－2014年10月12日）  |                                                |
| 真愛配方 （2014年2月9日－2014年5月25日）       | 咖啡王子1號店 （2014年10月19日－2015年2月1日） |                                                |

| 臺灣 八大綜合台 每週五 22:00 - 23:35                    | 臺灣 八大綜合台 每週五 22:00 - 23:35                  | 臺灣 八大綜合台 每週五 22:00 - 23:35             |
| ------------------------------------------------------- | ----------------------------------------------------- | ------------------------------------------------ |
|                                                         | 你照亮我星球 （2014年6月6日－2014年9月26日）          |                                                  |
| 寶物博很大（22:00 - 23:00） 世界正美麗（23:00 - 24:00） | 寶物博很大（22:00 - 23:00） 步步驚心（23:00 - 24:00） |                                                  |
| 每週六 16:00 - 17:35                                    |                                                       |                                                  |
| -                                                       | 你照亮我星球 （2014年10月4日－2014年10月18日）        | 鬼灯的冷徹（16:00 - 17:00） Free!（17:00 - 18:00） |

| 马来西亚 Astro双星 每週一至週五 22:30 - 23:30 | 马来西亚 Astro双星 每週一至週五 22:30 - 23:30 | 马来西亚 Astro双星 每週一至週五 22:30 - 23:30 |
| --------------------------------------------- | --------------------------------------------- | --------------------------------------------- |
|                                               | 你照亮我星球 （2014年9月26日－2014年11月9日） |                                               |
| 愛上兩個我 （2014年8月13日－2014年9月25日）   | 小孩大人 （2014年11月10日－2014年11月18日）   |                                               |
| 马来西亚 Astro AEC 每週一至週五 16:00 - 17:00 |                                               |                                               |
| 愛上兩個我 （2015年2月19日－2015年4月3日）    | 你照亮我星球 （2015年4月6日－2015年5月18日）  | 上流俗女 （2015年5月19日－2015年6月18日）     |

| 香港 無綫網路電視煲劇1台 每週一至週五 14:00 - 14:45、18:00 - 18:45及21:00 - 22:00 | 香港 無綫網路電視煲劇1台 每週一至週五 14:00 - 14:45、18:00 - 18:45及21:00 - 22:00 | 香港 無綫網路電視煲劇1台 每週一至週五 14:00 - 14:45、18:00 - 18:45及21:00 - 22:00 |
| --------------------------------------------------------------------------------- | --------------------------------------------------------------------------------- | --------------------------------------------------------------------------------- |
|                                                                                   | 你照亮我星球 （2014年11月27日－2015年1月8日）                                     |                                                                                   |
| 真愛配方 （2014年10月24日-2014年11月26日）                                        | 螺絲小姐要出嫁 （2015年1月9日－2015年2月26日）                                    |                                                                                   |
| 香港 高清翡翠台 每週一至週五 日日好戲場 07:00 - 08:00及18:00 - 19:00              |                                                                                   |                                                                                   |
| 美人龍湯 （2015年10月19日－2015年11月17日）                                       | 你照亮我星球 （2015年11月18日－2015年12月30日）                                   | 真愛黑白配 （2015年12月31日－2016年2月15日）                                      |